# 帕墨特海螄螺
帕墨特海螄螺（学名：Epitonium paumotense）为海螄螺科海螄螺屬下的一个种。